# جیس نش مک‌کرئا
جیس نش مک‌کرئا (انگلیسی: Jay Nash McCrea; ۱۵ ژانویهٔ ۱۸۸۷ – ۲۰ سپتامبر ۱۹۵۹) دوچرخه‌سوار اهل ایالات متحده آمریکا بود. وی در بازی‌های المپیک تابستانی ۱۹۰۴ شرکت کرده است.